# Базарбаев, Чолпонбек Базарбаевич

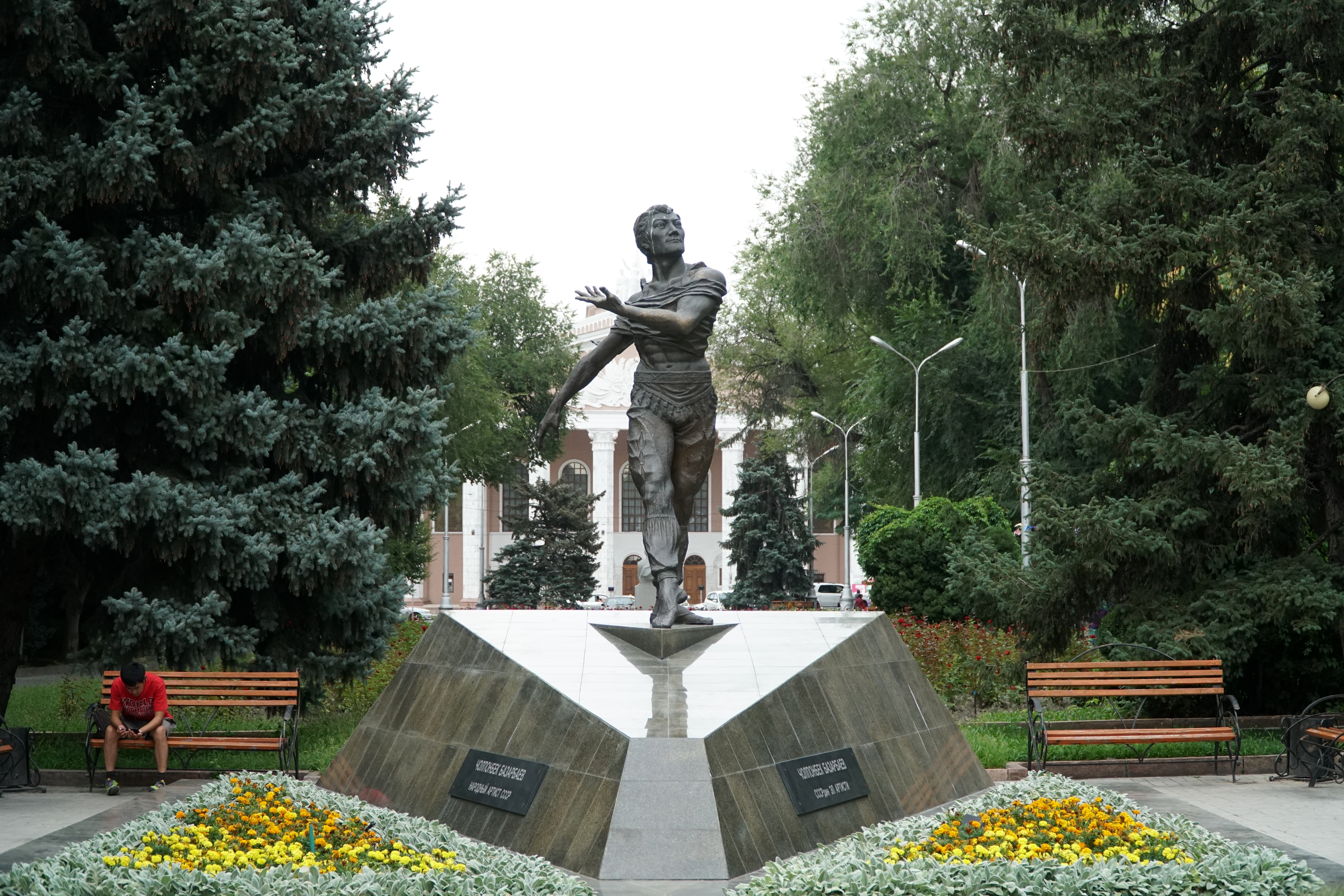
Памятник Чолпонбеку Базарбаеву

Чолпонбе́к Базарба́евич Базарба́ев (кирг. Чолпонбек Базарбаев; 1949—2002) — киргизский, советский артист балета, танцовщик. Народный артист СССР (1982).

## Биография
Родился 4 февраля 1949 года в селе Чолпон (по другим источникам — в с. Кум-Дёбё) Кочкорского района (ныне — в Нарынской области, Кыргызстан) в семье служащих.
В 1967 году окончил Фрунзенское
музыкально-хореографическое училище им. М. Куренкеева (ныне Бишкекское хореографическое училище им. Ч. Базарбаева), с 1967 по 1968 год проходил стажировку в классе усовершенствования Московского хореографического училища.
С 1966 года — в балетной труппе Киргизского государственного академического театра оперы и балета им. А. Малдыбаева, с 1968 — ведущий солист. Сценической партнёршей была народная артистка СССР Айсулу Токомбаева.
Лауреат международных конкурсов хореографического искусства. Гастролировал по городам Советского Союза и за рубежом (Дания, Швеция, Германия, Польша, Португалия, Италия, Швейцария, Румыния, Венгрия, Югославия, Сирия, Тунис, Ливия, Турция, Филиппины и Никарагуа).
В 1969—1975 годах — секретарь комитета комсомола, в 1975—1985 годах — секретарь парткома Киргизского театра оперы и балета.
В 1991—1993 и 2001—2002 годах — генеральный директор и художественный руководитель Киргизского театра оперы и балета.
В 1993—1996 годах — министр культуры Кыргызстана, в 1996—1998 — 1-й заместитель министра образования, науки и культуры Кыргызстана — директор департамента культуры.
С 1987 года — председатель Союза театральных деятелей Кыргызстана (по 1995), первый заместитель председателя совета директоров Международной конфедерации театральных союзов. С 1997 года возглавлял Союз киргизских обществ дружбы и сотрудничества с зарубежными странами.
Погиб в автомобильной катастрофе 2 сентября 2002 года. Происшествие произошло в нескольких десятках метров от здания посольства США в Бишкеке. Похоронен на Ала-Арчинском кладбище.

### Семья
- Супруга — Надежда Салчаковна Базарбаева.
- Сыновья — Нурлан, Таалай.

## Награды и звания
- Заслуженный артист Киргизской ССР (1974)
- Народный артист Киргизской ССР (1979)[1]
- Народный артист СССР (1982)
- Премия Ленинского комсомола Киргизской ССР в области литературы и искусства (1976) — за исполнение ведущих партий в балетах «Материнское поле» К. Молдобасанова, «Спартак» А. Хачатуряна, «Жизель» А. Адана
- Орден «Данакер» (12 января 2002) — за большой вклад в развитие культуры и искусства республики, заслуги в укреплении дружбы и сотрудничества с зарубежными странами[3]
- Памятная юбилейная медаль «Манас-1000» (31 августа 1995) — в ознаменование празднования 1000-летия эпоса «Манас»[4]
- Международная премия имени Чингиза Айтматова (1992)
- Международная музыкальная премия «Мин-Он» (Япония, 1995)
- Почётный гражданин городов Гринвилль и Батон-Руж (США)

## Партии
- «Жизель» А. Аданa — Альберт
- «Лебединое озеро» П. Чайковского — Зигфрид
- «Петрушка» И. Стравинского — Петрушка
- «Баядерка» Л. Минкуса — Солор, Золотой Божок
- «Спартак» А. Хачатуряна — Спартак
- «Корсар» А. Аданa — Конрад
- «Прометей» Э. Аристакесяна — Зевс
- «Материнское поле» К. Молдобасанова — Касым
- «Куйручук» К. Молдобасанова и Г. Окунева — Куйручук
- «Чолпон» М. Раухвергера — Нурдин
- «Кармен-сюита» Ж. Бизе в оркестровке Р. Щедрина — Хозе
- «Томирис» У. Мусаева — Кир
- «Эсмеральда» Ц. Пуни — Актеон
- «Легенда о любви» А. Меликова — Ферхад
- «Макбет» К. Молчанова — Макбет

## Память
- О творчестве Ч. Базарбаева сняты телевизионные фильмы: «Путь к премьере» (1974), «Танец — жизнь моя» (1976), «Пластический ряд» (1989), «Юбилей Чолпонбека Базарбаева» (1992), а также художественный фильм «Нокдаун» с его участием, созданный киностудией «Кыргызфильм» в 1990 году.
- В 2004 году, в рамках увековечения памяти об артисте, учитывая заслуги Ч. Базарбаева перед киргизским народом, его имя присвоено Бишкекскому хореографическому училищу, которое он окончил.
- С марта 2011 года существует фонд имени Ч. Базарбаева, благодаря которому 24 сентября 2012 года в Бишкеке на Театральной аллее был установлен бронзовый памятник артисту (автор — Марат Огобаев).